# Argentina en los Juegos Olímpicos de Sankt Moritz 1948
Argentina participó en los Juegos Olímpicos de Sankt Moritz 1948, con una delegación de 9 atletas (masculinos) que compitieron en 2 deportes.
El equipo olímpico argentino no obtuvo ninguna medalla en estos Juegos.

## Bobsleigh
Masculino
| Trineo | Atleta                                                            | Evento    | 1.ª manga | 1.ª manga | 2.ª manga | 2.ª manga | 3.ª manga | 3.ª manga | 4.ª manga | 4.ª manga | Total  | Total    |
| Trineo | Atleta                                                            | Evento    | Tiempo    | Posición  | Tiempo    | Posición  | Tiempo    | Posición  | Tiempo    | Posición  | Tiempo | Posición |
| ------ | ----------------------------------------------------------------- | --------- | --------- | --------- | --------- | --------- | --------- | --------- | --------- | --------- | ------ | -------- |
| ARG-1  | Marcello de Ridder Héctor Tomasi                                  | Doble     | 1:29,2    | 16        | 1:28,5    | 16        | 1:27,8    | 15        | 1:27,3    | 15        | 5:52,8 | 15       |
| ARG-1  | Justo del Carril Salvador Correa Marcello de Ridder Héctor Tomasi | Cuádruple | 1:20,5    | 12        | 1:23,4    | 12        | 1:24,5    | 12        | 1:24,5    | 10        | 5:32,9 | 12       |

## Esquí alpino
Masculino
| Atleta            | Evento   | 1.ª manga | 1.ª manga | 2.ª manga | 2.ª manga | Total  | Total    |
| Atleta            | Evento   | Tiempo    | Posición  | Tiempo    | Posición  | Tiempo | Posición |
| ----------------- | -------- | --------- | --------- | --------- | --------- | ------ | -------- |
| Julio Cernuda     | Descenso | —         | —         | —         | —         | 4:46,4 | 95       |
| Pablo Rosenkjer   | Descenso | —         | —         | —         | —         | 4:36,2 | 93       |
| Gino de Pellegrín | Descenso | —         | —         | —         | —         | 4:25,2 | 91       |
| Otto Jung         | Descenso | —         | —         | —         | —         | 4:09,3 | 85       |
| Luis de Ridder    | Descenso | —         | —         | —         | —         | 3:50,2 | 68       |
| Justo del Carril  | Descenso | —         | —         | —         | —         | 3:46,2 | 63       |
| Otto Jung         | Eslalon  | 1:54,1    | 56        | 1:21,6    | 46        | 3:15,7 | 53       |
| Pablo Rosenkjer   | Eslalon  | 1:53,7    | 55        | 1:34,2    | 55        | 3:27,9 | 56       |
| Luis de Ridder    | Eslalon  | 1:32,2    | 44        | 1:20,2    | 41        | 2:52,4 | 42       |
| Gino de Pellegrín | Eslalon  | 1:29,8    | 40        | 1:23,5    | 47        | 2:53,3 | 43       |

Combinado masculino
| Atleta            | Eslalon   | Eslalon   | Eslalon  | Total (descenso + eslalon) | Total (descenso + eslalon) |
| Atleta            | 1.ª manga | 2.ª manga | Posición | Puntos                     | Posición                   |
| ----------------- | --------- | --------- | -------- | -------------------------- | -------------------------- |
| Luis de Ridder    | 2:46,3    | 1:20,9    | 67       | 80,11                      | 63                         |
| Pablo Rosenkjer   | 1:45,3    | 1:34,6    | 59       | 84,62                      | 64                         |
| Otto Jung         | 1:45,2    | 1:26,1    | 55       | 66,05                      | 56                         |
| Gino de Pellegrín | 1:40,8    | 1:27,2    | 50       | 73,29                      | 60                         |